# Nordvestbanen
Nordvestbanen, også kaldt Kalundborgbanen, er en statsejet jernbane mellem Roskilde og Kalundborg.
Målt på passagerantal er Nordvestbanen landets fjerde mest benyttede jernbanestrækning efter S-banen, Vestbanen og Kyst- og Øresundsbanen. Den travleste station på strækningen er Holbæk, som dagligt har omkring 7.000 passagerer.
Nordvestbanen blev i 2014 opgraderet til dobbeltspor mellem Roskilde og Holbæk, hvor strækningshastigheden også blev øget fra 120 km/t til 160 km/t. Strækningen mellem Holbæk og Kalundborg er fortsat enkeltsporet og med en hastighedsbegrænsning på 120 km/t.

## Historie
Danmarks første jernbane var åbnet mellem København og Roskilde i 1847 og forlænget til Korsør i 1856. Nordvestsjællands godsejere var også interesserede i at få landbrugsvarer fragtet til hovedstaden i tog. I 1868 fremsatte indenrigsminister J.B.S. Estrup lovforslag om anlæg og drift af en jernbane gennem Nordvestsjælland fra Roskilde. Koncession tilfaldt til sidst Det Sjællandske Jernbaneselskab. Jernbaner den gang blev bygget på privat initiativ - indtil den samme Estrup som finansminister fik sørget for et systematisk statsligt opkøb af aktier i Sjællandske Jernbaneselskab i forkant af loven om statsovertagelse af selskabet, vedtaget i 1880. 
C.F. Tietgen var i 1870 involveret i etableringen af en jernbane på Lolland og som led i dette, en togforbindelse mellem Sjælland og Tyskland. Han var afhængig af en jernbanestrækning fra nordspidsen af Falster til Nykøbing Falster, og den strækning var under konstruktion af Sjællandske Jernbaneselskab, som imidlertid helst ville af med den. I 1870 forsøgte selskabet at blive strækningen kvit, i bytte mod at anlægge jernbanestrækningen Roskilde-Kalundborg. Regeringen havde allerede indvilget Sjællandske Jernbaneselskab diverse fordele mod at anlægge Falsterbanen; og hvis selskabet droppede Falsterbanen, trak regeringen også fordelene tilbage, medmindre selskabet indvilgede i at anlægge Kalundborgbanen. Det bytte takkede selskabets aktionærer nej til ved en ekstraordinær generalforsamling i marts 1870. Tietgen foreslog skriftligt overfor Sjællandske Jernbaneselskab, at de gjorde Falsterbanen færdig og overlod den til ham, som til gengæld ville anlægge Kalundborgbanen som Sjællandske Jernbaneselskabs entreprenør, for selskabets regning minus prisen for Falsterbanen. Det gik selskabet med til, men fik så besked fra indenrigsministeriet om, at man var i gang med at give koncession til en alternativ Kalundborgbane, da kalundborgenserne i mellemtiden havde tabt tålmodigheden og ladt rigsdagsmanden, ingeniørkaptajn Nyholm, og overprokurator Juel, oprette et selskab for anlæg og drift af en jernbane fra hovedstaden. (Den gang fandtes trafikministeriet ikke, så jernbaner hørte under indenrigsministeriet.) Nyholm og Juel valgte som startpunkt terrænet, hvor Kastellet nu ligger, med god afstand til Sjællandske Jernbaneselskabs banegård i nærheden af det nuværende Vesterport. Videre skulle banen gå via Hellerup, Jægersborg, Lyngby, Frederikssund, Horns Herred og Holbæk frem til Kalundborg. Ruten over Frederikssund var valgt for at være uafhængig af Sjællandske Jernbaneselskab, der kørte via Roskilde til Korsør. For at indbringe mest muligt, planlagde man et stop ved Dyrehaven. Den gang boede de fleste i gangafstand fra arbejdspladsen, så folks rejser foregik om søndagen, hvor især københavnerne tog i skoven. 
Der var uenighed om sporet, som skulle føres over mosen vest for Jyderup, hvor der viste sig at være 18 meter ned til fast bund, og et stort opfyldningsarbejde nødvendigt. Nyholm og Juel fik problemer både med ekspropriation og finansiering. Det første løstes ved, at en skotsk jernbaneingeniør blev sat til at udstikke strækningen, mens man ventede på at få vedtaget en lov om ekspropriering af jord til jernbanen. 
Nordvestbanen kunne som andre jernbanelinjer ikke anlægges uden en specifik lov, og 25. juni 1870 underskrev kong Christian 9. loven om anlæggelse af en jernbane fra København over Frederikssund til Holbæk og Kalundborg. Loven var ikke tilpasset noget selskab og blev lagt til grund for den, der kunne opvise den fornødne kapital. Koncessionen derimod gav indehaveren eneret på anlæg og drift. Tietgen måtte nu få stoppet Juel og Nyholms projekt, og i en artikel i Berlingske Tidende 29. august 1870 forsøgte han at sætte dem i et useriøst skær. I stedet fik Juel og Nyholm gennem G.A. Gedalia kontakt med tyske finansmænd; men så opstod en misforståelse om størrelsen af den sum, staten havde garanteret forrentning af (en sådan garanti havde staten også givet til andre jernbaneanlæg). I mellemtiden havde jernbaneselskabets aktionærer ombestemt sig og ville godkende aftalen med Tietgen om et bytte mellem Falsterbanen og Kalundborgbanen; og indenrigsministeriet var stemt for at lade dem få koncessionen, efter at have modtaget nogle truende skrivelser fra selskabet om den konkurrencefordel, Juel og Nyholms projekt havde skaffet sig ved sin lukrative trafik til Dyrehaven. Nyholm beskrev ministeriets handlinger som "om ikke upålidelige, så dog uvillige", og han og Juel blev tilbudt en pengesum gennem Gedalia for at standse projektet. Men de to havde lovet ikke at lade andre overtage. Nu havde de valget mellem at bryde løftet - eller finde nye finansieringskilder inden 1. oktober 1871, på trods af modstandere både i ministeriet, Tietgens lejr og Sjællandske Jernbaneselskab. Det måtte de opgive, og forklarede i stedet, hvordan indenrigsministeren efter deres mening var løbet fra sine oprindelige løfter om garantisummens størrelse. Kalundborg fik derfor sin jernbane, uden at de rejsende måtte tage turen om Frederikssund; allerede 3. oktober 1871 var direktør for Sjællandske Jernbaneselskab, Viggo Rothe, i Kalundborg for at tage terrænet i øjesyn. Han oplyste, at banegården ville blive anlagt i tilknytning til skibsbroen ved den nuværende Skibbrogade. Strækningen fra Roskilde til Kalundborg kom til at koste 4.100.000 rigsdaler. 
Anlæggelsen af Nordvestbanen begyndte i sommeren 1872. Den blev imidlertid væsentlig dyrere end antaget, da priser på materialer og lønninger steg. Desuden var der problemer med terrænet, blandt andet gennem Bjergsted Skov. Desuden var det nødvendigt at foretage en større opfyldning i moserne vest for Jyderup. Banen blev åbnet for driften 30. december 1874. Efterfølgende gik baron Gedalia konkurs 8. maj 1875 som følge af det underskudsgivende anlæg af banen.
Den officielle indvielse af Nordvestbanen fandt sted et halvt år efter åbningen, 29. juni 1875, da festtoget med Christian 9., dronning Louise og kronprins Frederik som æresgæster standsede ved udvalgte stationer på vejen til Kalundborg. I Tølløse havde Holbæk amtsråd rejst en dobbelt æresport. Gennem Jyderup-skoven kørte toget langsomt, så egnen kunne beses. Kongen skal have sagt, at det var "en af hans regerings glade dage, fordi han havde rejst gennem det skjønne, frugtbare land og været sammen med tilfredse undersåtter". Ministeriet for Offentlige Arbejder udgav i 1906 hæftet Hvad man ser fra toget - Kjøbenhavn - Kalundborg med beskrivelser af byer og landskaber i det, der i forordet kaldes "bakkernes land": "Banen gaar mod Vest over Svinninge Landevej. Til venstre Syvendekøb. Over Kobbel Aa skimtes en god halv Mil fra Banen Knøsen, 316 Fod, med Generalstabsmærke." 
Rejsetiden var fire timer og 50 minutter for hele strækningen. I den første tid kørte der ét tog dagligt i hver retning, fra København kl 9:15 og fra Kalundborg kl 7:45. Fra 19. februar 1875 kørte der to daglige tog i hver retning, og fra 1. maj tre daglige tog. Man kunne dermed tage morgentoget fra Holbæk til København og hjem igen samme aften. Der opstod et nyt begreb langs med banerne: stationsbyen. På Nordvestbanen er Jyderup den største stationsby-dannelse, efterfulgt af Svebølle og Mørkøv. For Kalundborg fik jernbanen betydning også fordi dampskibssejladsen til Århus blev genoptaget - efter at være nedlagt, da Korsør-banen åbnede i 1856. 

### Omlægning ved Hvalsø
Da strækningen Ringsted-Hvalsø på Sjællandske Midtbane blev indviet i 1925, var den ført over Nordvestbanen på en viadukt, så den kom ind på nordsiden af Hvalsø Station, hvorfra den i 1928 blev forlænget til Frederikssund. Efter at Ringsted-Frederikssund blev nedlagt allerede i 1936, blev nogle hundrede meter af Nordvestbanen forlagt til Midtbanens spor.
Et stykke af Nordvestbanens oprindelige tracé kan ses mod vestsydvest syd for Åsvejen 28.

## Standsningssteder
- Roskilde station (Ro) – forbindelse med Vestbanen og Lille Syd
- Lejre station (Lj)
  - Kisserup trinbræt (Kit), 1928-69
- Hvalsø station (Hv) – tidligere forbindelse med Sjællandske midtbane
- Tølløse station (Tø) – forbindelse med Tølløsebanen
  - Skimmede trinbræt (Sit), 1929-69
- Vipperød station (Pe)
- Holbæk station (Hk) – forbindelse med Odsherredsbanen
- Regstrup station (Rt)
- Knabstrup station (Ks), 1906-
- Mørkøv station (Mø)
  - Tornved trinbræt (Tnt) til 1955[6]
- Jyderup station (Jy)
- Svebølle station (Se)
  - Viskinge trinbræt (Vit), 1928-62
  - Værslev station (Væ) – tidligere forbindelse med Slagelse-Værslev-banen og Hørve-Værslev Jernbane. I 1965 nedlagt for passagertrafik, kun togekspedtionssted
  - Ubberup trinbræt (Ubt), 1928-55
- Biotekbyen Kalundborg Øst Station (Kbø)
- Kalundborg station (Kb)

Bevarede stationsbygningen.
Banens stationsbygningen var tegnet af DSB's arkitekt N. P. C. Holsøe, undtagen Holbæk, Værslev og Kalundborg, der var tegnet afarkitekten Adolf Ahrens, og Vipperød der var tegnet af Heinrich Wenck. Kalundborg stationsbygning blev nedrevet i 1960 og erstattet af en ny bygning. Holbæk station blev nedrevet i 1972 og erstattet af en ny bygning. Efter nedlæggelsen af Værslev station i 1971, blev stationsbygningen nedrevet i 1974. Regstrup station blev nedrevet i 2002, og Svebølle blev nedrevet i 2003.

## Dobbeltspor og hastighedsopgradering mellem Lejre og Vipperød (2014)
Strækningen mellem Lejre og Vipperød var frem til den 16. august 2014 den mest benyttede enkeltsporsstrækning i Danmark, hvorfor den blev betragtet som en flaskehals. I januar 2009 vedtog Folketinget som en del af den politiske aftale "En moderne jernbane", at der skulle anlægges dobbeltspor på strækningen og at den ligeledes skulle hastighedsopgraderes fra 120 km/t til 160 km/t.
Aftalen indebar, at det blev undersøgt, om det var rentabelt at gennemføre projektet med eksisterende signalteknologi, eller om dobbeltsporet skulle koordineres med udrulningen af det nye signalsystem. Aftalen blev indgået på baggrund af Trafikstyrelsens miljøredegørelse for udbygning. Den 22. oktober samme år blev der indgået en politisk aftale om at påbegynde anlægsarbejdet, således at dobbeltsporet ville stå klar i 2015. Den 17. marts 2010 vedtoges anlægsloven.
Fra den 2. juni 2012 til den 2. september 2012 gennemførtes den første af tre etaper på dobbeltsporet mellem Lejre og Vipperød. Det betød, at der i tre måneder kørte togbusser i stedet for tog mellem Lejre og Holbæk.
Den anden etape gennemførtes fra den 18. maj 2013 til den 1. september 2013, hvor Lejre Station blev bygget om, og der etableredes dobbeltspor mellem Lejre og Hvalsø. DSB's tog kørte ikke mellem Holbæk og Roskilde Vest, der var en midlertidig station for enden af Lindenborgvej.
3. og sidste etape foregik i sommeren 2014, og den 16. august 2014 kunne daværende transportminister Magnus Heunicke (S) indvie den dobbeltsporede og hastighedsopgraderede bane.
Dobbeltsporet giver Lokaltog (ved indvielsen Regionstog A/S) mulighed for at køre direkte tog mellem Nykøbing Sjælland og Roskilde. Dobbeltsporets ekstra kapacitet kan også bruges til at også binde selskabets to delstrækninger Holbæk – Nykøbing Sjælland og Tølløse – Slagelse sammen til én enkelt strækning mellem Nykøbing Sjælland og Slagelse. Efter åbningen af dobbeltsporet valgte Regionstog dog ikke umiddelbart, at benytte disse muligheder 
Efter udbygningen og hastighedsopgraderingen, er der dobbeltspor hele vejen mellem København, Roskilde og Holbæk med en maksimal hastighed på 160 km/t. 
Dobbeltsporet imellem Vipperød og Holbæk blev taget i brug den 18. januar 1987 og Roskilde-Lejre den 18. maj 1951
Strækningen mellem Holbæk og Kalundborg er fortsat enkeltsporet.

## Fremtiden–elektrificering, yderligere hastighedsopgradering og ERTMS2
Den 14. januar 2014 besluttede forligskredsen bag Togfonden DK, at hele Nordvestbanen skulle elektrificeres.  I samme politiske aftale blev det besluttet at hastighedsopgradere den resterende del af strækningen (Holbæk-Kalundborg) til 160 km/t. Hastighedsopgraderingen og elektrificeringen var i 2012 planlagt til hhv. 2021-22 og 2023-24, og begge dele forudsatte, at det nye signalsystem ERTMS2 ville blive implementeret i 2020. 
I 2019 planlagde Banedanmark at strækningen Roskilde – Holbæk ville være færdig i 2022, og Holbæk – Kalundborg i 2027. Elektrificeringen blev afsluttet mellem Roskilde–Holbæk i 2021, men det skal være ERTMS2 for at køre elektriske tog, fordi ATC ikke kan tåle strøm. ERTMS2 var i 2022 planlagt til at blive installeret i 2024.